# Eisenbahnunfall von Jørstad
| Denkmal an der Unfallstelle |           |                                 |                                 |
| |           |                                 |                                 |
| Eisenbahnunfall von Jørstad Nordlandsbanen |           |                                 |                                 |
| \| \| \| von Bodø \| \| \| \| 181,64 \| Snåsa \| Snåsa \| \| \| \| Svarva (268 m) \| \| \| \| \| Grana-Brücke \| (ursprüngliches Anschlagsziel) \| \| \| 173,57 \| Jørstad \| Jørstad \| \| \| ca. 171,5 \| Unfallstelle \| Unfallstelle \| \| \| \| Jørstadelva (gesprengte Brücke) \| \| \| \| 170,07 \| Starrgrasmyra (1984) \| Starrgrasmyra (1984) \| \| \| 162,87 \| Strindmoen (1941) \| Strindmoen (1941) \| \| \| \| nach Trondheim \| \| \| \| \| \| \| \| Kilometerangaben von Trondheim \| \| \| \| |           |                                 |                                 |
| Strecke |           | von Bodø                        | von Bodø                        |
| Bahnhof | 181,64    | Snåsa                           | Snåsa                           |
| Tunnel |           | Svarva (268 m)                  | Svarva (268 m)                  |
| Brücke über Wasserlauf |           | Grana-Brücke                    | (ursprüngliches Anschlagsziel)  |
| Haltepunkt / Haltestelle | 173,57    | Jørstad                         | Jørstad                         |
| | ca. 171,5 | Unfallstelle                    | Unfallstelle                    |
| Brücke über Wasserlauf |           | Jørstadelva (gesprengte Brücke) | Jørstadelva (gesprengte Brücke) |
| Dienststation / Betriebs- oder Güterbahnhof | 170,07    | Starrgrasmyra (1984)            | Starrgrasmyra (1984)            |
| ehemaliger Bahnhof | 162,87    | Strindmoen (1941)               | Strindmoen (1941)               |
| Strecke |           | nach Trondheim                  | nach Trondheim                  |
| |           |                                 |                                 |
| Kilometerangaben von Trondheim |           |                                 |                                 |

Der Eisenbahnunfall von Jørstad ereignete sich am 13. Januar 1945 bei Jørstad, einem Ortsteil von Snåsa, Norwegen, nach einem Sabotageakt, als ein Zug von einer beschädigten Brücke über den Jørstadelva stürzte. 81 Menschen starben.

## Ausgangslage
Seit April 1940 hatte die deutsche Wehrmacht Norwegen im Zuge des Zweiten Weltkriegs besetzt. Danach war die Nordlandsbane die wichtigste Verbindung zu den deutschen Truppen in Nordnorwegen. Das ursprünglich mit Deutschland verbündete Finnland schloss am 19. September 1944 einen Waffenstillstand mit der Sowjetunion und die deutsche Nordarmee musste sich über Norwegen nach Süden zurückziehen. Auf dem Landweg war dafür die Nordlandsbane unersetzlich. Um diese zu beschädigen, den Truppentransport der Deutschen zu unterbrechen und den deutschen Rückzug auf den Seeweg zu zwingen, wo Angriffe der Alliierten viel einfacher möglich waren, wurde eine Sabotageeinheit unter der Bezeichnung „Woodlark“ (Lerche) gebildet. Sie gehörte zur Kompanie Linge, einer von Großbritannien aus operierenden norwegischen Exil-Einheit. Die Mitglieder von „Woodlark“ wurden im Jøssundfjord an Land gesetzt. Die Gruppe ging zunächst nach Burvattnet im neutralen Schweden, um dort den Anschlag vorzubereiten. Aufgrund von Problemen am ursprünglich anvisierten Ziel, der weiter nördlich gelegenen Grana-Brücke, wurde letztendlich die Eisenbahnbrücke über den Jørstadelva als Ziel gewählt.

## Unfallhergang
Die Gruppe überschritt die Grenze nach Norwegen und sprengte die Brücke über den Jørstadelva. Erst sechs Stunden später befuhr ein aus Norden kommender Truppentransportzug der Wehrmacht die Stelle, ohne dass der Schaden zuvor entdeckt worden war. Der Zug entgleiste und stürzte in den Fluss.

## Folgen
Lokomotivführer und Heizer auf der Lokomotive und 78 deutsche Soldaten starben bei dem Unfall, etwa 100 wurden verletzt. Darüber hinaus starb ein weiterer Norweger bei den Aufräumarbeiten. Darüber hinaus wurden 46 der 48 Pferde, die ebenfalls im Zug transportiert wurden, entweder getötet oder so schwer verletzt, dass sie an Ort und Stelle erschossen werden mussten.
Die Aktion war die folgenreichste einer Reihe ähnlicher Sabotagen und der Unfall der letzte von zwölf größeren Eisenbahnunfällen während des Zweiten Weltkriegs in Norwegen. Er ist bis heute in Norwegen der Eisenbahnunfall mit der höchsten Zahl an Opfern.
Unmittelbar nach dem Unfall wurde neben der zerstörten Brücke eine Behelfsbrücke und neue Zufahrten dafür gebaut. Diese Umleitung war ab dem 19. Januar für Züge befahrbar. Die Reste dieser Behelfsumleitung sind noch heute zwischen der Bahnstrecke und der – erst nach dem Krieg gebauten – Straße zu sehen.
Am 8. Mai 1995, dem 50. Jahrestag des Kriegsendes, wurde an der Brücke ein Denkmal eingeweiht.